# Gereformeerde kerk (Genderen)
De Gereformeerde kerk is een kerkgebouw in Genderen in de gemeente Altena in de Nederlandse provincie Noord-Brabant. De kerk staat aan de Hoofdstraat 78.
Ongeveer 400 meter naar het zuidoosten staat elders in het dorp de Hervormde kerk van Genderen.

## Geschiedenis
In 1865 werd er aan de Hoofdstraat in Genderen een kerkgebouw in gebruik genomen door de gereformeerde gemeente.
In 1944 werd tijdens de Tweede Wereldoorlog deze kerk verwoest.
In 1950 nam men een nieuwe kerk in gebruik genomen aan de Hoofdstraat 78.
In 1995 werd het kerkgebouw uitgebreid.

## Opbouw
Het bakstenen kerkgebouw bestaat uit een kerkzaal waarvoor een grote trapgevel is geplaatst. Deze trapgevel bestaat uit vijf treden en in de gevel zijn er lange rechthoekige ramen aangebracht. In de middelste bovenste trap bevindt zich een uurwerk. De voorgevel is verder voorzien van pilasters. Ook aan de achterzijde is er een kleinere variant van de trapgevel met maar een hoger uitspringende tree. In deze tree zijn twee luidklokken aangebracht en is een klokkengevel.